# والتر کوگلر
والتر کوگلر (آلمانی: Walter Kogler؛ زادهٔ ۱۲ دسامبر ۱۹۶۷) یک بازیکن فوتبال اهل اتریش است.
وی همچنین در تیم ملی فوتبال اتریش بازی کرده‌است.